# Kjell Öfverberg
Kjell Öfverberg, född 25 augusti 1941 i Alingsås, död 30 maj 2008 i Ängelholm, var en svensk officer i Flygvapnet.

## Biografi
Öfverberg blev fänrik i Flygvapnet 1968 vid Skaraborgs flygflottilj (F 7). Han befordrades till löjtnant 1970, till kapten 1972, till major 1979 vid Västgöta flygflottilj (F 6), till överstelöjtnant 1984 och till överste 1994.
Öfverberg inledde sin karriär som flygare vid Skaraborgs flygflottilj. År 1979 övergick han till Västgöta flygflottilj (F 6), där han blev divisionschef för 61. attackflygdivisionen (Filip Röd), och sen under åren 1983–1985 chef för flygenheten vid flottiljen. Åren 1985–1990 var han chef för operationsavdelningen vid Första flygeskadern (E 1). Åren 1990–1994 var han chef för Flygvapnets befälsskola (FBS). Åren 1995–1999 var han flottiljchef för Skånska flygflottiljen (F 10). Öfverberg avgick som överste av 1:a graden 1999.
Öfverberg gifte sig med Agneta, tillsammans fick de två barn, Patrik och Helena. 